# 구한식
구한식(1962년 4월 8일 ~ )은 대한민국의 축구 선수이며, 포지션은 공격수이다.